# Noreh
Noreh is een bestuurslaag in het regentschap Sampang van de provincie Oost-Java, Indonesië. Noreh telt 5649 inwoners (volkstelling 2010).